# Spoorlijn Herne - Herne WfE
De spoorlijn Herne - Herne WfE was een Duitse spoorlijn en was als spoorlijn 20 onder beheer van DB Netze.

## Geschiedenis
Het traject werd door de Königlich-Westfälischen Eisenbahn-Gesellschaft (WfE) geopend op 1 september 1880 als verbinding tussen de spoorlijn Dortmund-Bodelschwingh - Gelsenkirchen-Bismarck van dezelfde maatschappij en de spoorlijn Keulen - Hamm van de Cöln-Mindener Eisenbahn-Gesellschaft. Na de nationalisering van de  Duitse spoorwegen en sluiten van de lijn Dortmund-Bodelschwingh - Gelsenkirchen-Bismarck is de lijn nog tot 1978 in gebruik geweest als aansluiting van de mijnzetel Friedrich d. Große.

## Aansluitingen
In de volgende plaatsen was er een aansluiting op de volgende spoorlijnen:
Herne
DB 2208, spoorlijn tussen Wanne-Eickel en Herne
DB 2210, spoorlijn tussen Herne en Dortmund
DB 2211, spoorlijn tussen Herne en Castrop-Rauxel Süd
DB 2212, spoorlijn tussen Herne-Rottbruch en Herne
DB 2221, spoorlijn tussen Recklinghausen Süd en Herne
DB 2650, spoorlijn tussen Keulen en Hamm
Herne WfE
DB 16, spoorlijn tussen Dortmund-Bodelschwingh - Gelsenkirchen-Bismarck